# Motsägelse
En motsägelse är ett yttrande, som antingen är kontradiktoriskt eller konträrt. 
Två påståenden sägs vara kontradiktoriska, om de av logiska grunder inte båda kan vara sanna och ej heller båda vara falska, som exempelvis påståendena: Några svanar är vackra och Ingen svan är vacker.
Två påståenden sägs vara konträra, om de av logiska grunder inte båda kan vara sanna, men båda vara falska, som exempelvis påståendena: Alla svanar är vackra och Ingen svan är vacker. Falska kan båda vara om det är så, att endast några svanar är vackra. 
Inom satslogiken är en motsägelse definierad som konjunktionen av ett påstående och dess negation, uttryckt med symboler, P {\displaystyle \land } {\displaystyle \neg } P, det vill säga en kontradiktion. Inom första ordningens predikatlogik finns även motsägelser, som är konträra.
Motsägelselagen eller kontradiktionsprincipen är en  tankelag inom logik som lyder: inget kan i samma avseende på en gång vara och icke vara detsamma (A är icke icke-A), eller: av två kontradiktoriskt motsatta omdömen (A är B och A är icke B) är det ena falskt. Det vill säga att man inte både kan bekräfta och förneka något visst om en och samma sak.